# Michelia
Michelia este un gen de plante cu flori care face parte din familia Magnoliaceae, fiind înrudită cu magnolia. Această plantă este cunoscută pentru frumusețea și parfumul florilor sale, fiind des întâlnită în regiunile tropicale și subtropicale din Asia.

## Clasificare științifică
- Regn: Plantae (Plante)
- Încrengătură: Magnoliophyta (Plante cu flori – angiosperme)
- Clasă: Magnoliopsida (Dicotiledonate)
- Ordin: Magnoliales
- Familie: Magnoliaceae
- Gen: Michelia

## Caracteristici
- Michelia este o plantă de tip arbore sau arbust, cu frunze persistente (veșnic verzi).
- Florile sunt mari, deseori parfumate, de obicei albe, galbene sau roz.
- Se dezvoltă bine în climat cald și umed.
- Unele specii sunt folosite în parfumuri, medicină tradițională sau ca plante ornamentale.

## Exemple de specii
- Michelia champaca – o specie foarte parfumată, folosită în India și Asia de Sud-Est în scopuri religioase și decorative.
- Michelia figo – cunoscută pentru florile sale care au un miros asemănător cu cel de banane.

## Informații suplimentare
Cercetările botanice recente au arătat că genul Michelia este foarte apropiat de Magnolia, astfel că în unele clasificări moderne, speciile din Michelia sunt incluse în genul Magnolia. De exemplu, Michelia champaca mai este cunoscută și ca Magnolia champaca.